# Yudong (köpinghuvudort i Kina, Jiangsu Sheng, lat 32,03, long 121,36)
Yudong är en köpinghuvudort i Kina. Den ligger i provinsen Jiangsu, i den östra delen av landet, omkring 240 kilometer öster om provinshuvudstaden Nanjing. Antalet invånare är 23 019. Befolkningen består av 13 502 kvinnor och 9 517 män. Barn under 15 år utgör 12,0 %, vuxna 15-64 år 65 %, och äldre över 65 år 0,00 %.
Runt Yudong är det tätbefolkat, med 476 invånare per kvadratkilometer. Närmaste större samhälle är Fu'an, 5,3 km sydväst om Yudong. Trakten runt Yudong består till största delen av jordbruksmark.
Genomsnittlig årsnederbörd är 1 510 millimeter. Den regnigaste månaden är augusti, med i genomsnitt 205 mm nederbörd, och den torraste är januari, med 45 mm nederbörd.